# Electra Airways
Electra Airways (bulgarisch: Електра Еъруейс) ist eine im Jahre 2016 gegründete bulgarische Charterfluggesellschaft mit Sitz in Sofia und Basis am Flughafen Sofia. Sie führt derzeit Charterflüge in Europa, Nordafrika und dem Nahen Osten durch. Weiters bietet die Gesellschaft ACMI-Leasing und Wartungsdienste an.

## Geschichte
ACMI-Dienste wurde bisher unter anderen für Condor, Enter Air, Primera Air Nordic und Primera Air Scandinavia, Ellinair, Royal Air Maroc,  Smart Aviation (Tochtergesellschaft der Egypt Air) durchgeführt.

## Flotte
Die Flotte besteht mit Stand April 2025 aus zehn Flugzeugen mit einem Durchschnittsalter von 23,7 Jahren:
| Flugzeugtyp     | Anzahl | bestellt | Anmerkungen  | Sitzplätze | Durchschnittsalter |
| --------------- | ------ | -------- | ------------ | ---------- | ------------------ |
| Airbus A320-200 | 09     |          | zwei inaktiv | 180        | 23,5 Jahre         |
| Airbus A321-100 | 01     |          |              | 219        | 25,3 Jahre         |
| Gesamt          | 10     | -        |              |            | 23,7 Jahre         |

### Ehemalige Flugzeugtypen
- Boeing 737-300